# Heinz Schmitt (Politiker, 1920)
Heinz Schmitt (* 30. August 1920 in Brackwede; † 30. Oktober 1980 in Essen) war ein deutscher Gewerkschafter und Politiker der SPD.

## Leben
Heinz Schmitt besuchte die Lönkertschule und die Brocker-Schule, zwei Volksschulen in Brackwede. Bei den Vereinigten Press- und Hammerwerken in Brackwede, einem Werk des Ruhrstahl-Konzerns, bei dem auch sei Vater arbeitete, erlernte er den Beruf des Klempners und Installateus. Während des Zweiten Weltkriegs wurde er in der Marine eingesetzt. 1943 war er in einem Torpedoboot unterwegs, welches in der Danziger Bucht auf eine Mine traf. Schmitt überlebte diesen Vorfall. Nachdem er zunächst in amerikanischer, später in britischer Kriegsgefangenschaft saß, kehrte er nach Brackwede zurück, um wieder bei Ruhrstahl zu arbeiten. Dort wurde er 1948 zum Vorsitzenden des Betriebsrats gewählt. 1956 begann seine Tätigkeit als Fachsekretär bei der IG Metall, von 1975 an bekleidete er das Amt des Vorsitzenden des DGB-Kreises Bielefeld.
Heinz Schmitt war seit 1944 mit Erna, geborene Kauffold, verheiratet. Aus dieser Ehe gingen drei Söhne und eine Tochter hervor.
Am 30. Oktober 1980 erlag Schmitt im Universitätsklinikum Essen einem Krebsleiden. Er wurde am 5. November 1980 auf dem Friedhof Brackwede beigesetzt.

## Politik
Die politische Laufbahn Schmitts begann 1933, als er den Falken, der Jugendorganisation der SPD beitrat. Seit 1948 gehörte er dem Rat der Gemeinde Brackwede an, welche 1956 zur Stadt erhoben und 1959 amtsfrei wurde. Daneben saß er von 1952 bis 1956 in der Amtsvertretung des Amtes Brackwede. 1969 wurde er zudem in den Kreistag des Kreises Bielefeld gewählt. Zum 1. Januar 1973 wurde der Kreis Bielefeld aufgelöst und Brackwede in die Stadt Bielefeld eingemeindet. Seitdem gehörte er dem Bielefelder Stadtrat bis 1979 an.
Daneben übte Schmitt weitere Posten aus. So war er Vorsitzender des Aufsichtsrats der Gemeinnützigen Baugenossenschaft Brackwede und er saß im Vorstand der AOK in Bielefeld, wo er als alternierender Vorsitzender fungierte. Ferner gehörte er den Gremien der Städtischen Sparkasse Brackwede beziehungsweise der Sparkasse Bielefeld und dem Verwaltungsausschuss des Arbeitsamtes Bielefeld an. Von 1972 an war er Mitglied der Leitung der Evangelischen Kirche von Westfalen und saß dort ebenfalls in mehreren Ausschüssen.
Bei der Europawahl 1979 kandidierte Schmitt erfolgreich auf der Liste der SPD und zog so in das Europäische Parlament ein. Dort gehörte er dem Ausschuss für Außenwirtschaftsbeziehungen an. Nach seinem Tod rückte Helmut Martin Rieger für ihn ins Parlament nach.

## Öffentliche Ämter
Von 1953 bis 1956 war Schmitt Amtsbürgermeister des Amtes Brackwede. Ab 1969 bekleidete er, bis zur Eingemeindung nach Bielefeld, das Amt des Bürgermeisters der Stadt Brackwede. Danach war er bis 1979 Bezirksvorsteher des Bielefelder Stadtbezirks Brackwede.

## Ehrungen
- 1976: Bundesverdienstkreuz am Bande
- Ehrenring der Stadt Brackwede
- Ehrenring der Stadt Bielefeld